# آكيو ساساكي
آكيو ساساكي (باليابانية: 佐々木彰生؛ بالكانا: ささき あきお) هو متزلج فني ياباني، ولد في 19 مارس 1991 في يوكوهاما في اليابان.

## وصلات خارجية
- آكيو ساساكي على موقع الاتحاد الدولي للتزلج (الإنجليزية)